# 栗田直紀
栗田 直紀（くりた なおき、1971年10月15日 - ）は、静岡県出身の射撃選手。1996年アトランタオリンピック、2000年シドニーオリンピック代表。静岡北高等学校卒業。自衛隊体育学校所属。

## 略歴
- 1996年 初の五輪出場。アトランタオリンピックのエア・ライフルで38位、スモール・ボア・ライフル3姿勢で37位、スモール・ボア・ライフル伏射で30位。
- 1996年 アトランタ御輪代表選考会（長瀞）で日本新記録を達成。しかし2007年に山下敏和に記録を更新される。
- 2000年 シドニーオリンピック出場。50mスモールボアライフル3姿勢で40位。50mスモールボアライフル伏射で35位。
- 2003年 全日本ライフル射撃競技選手権大会で8位。